# 拡大技法
拡大技法（かくだいぎほう、Auxesis）とは、誇張法の1形式で、ある事の重大性を増幅する目的で、不釣り合いな言葉を使って言及すること。抑言法や緩叙法とは対照的なもの。

## 例
- 弁護士が「ひっかき傷（scratch）」のことを「外傷（wound）」あるいは「裂傷（laceration）」と言うこと。
- 「本（A book）」を「volume（巻）」あるいは「tome（大冊）」と言うこと。
- 重大さまたは壮大さの感覚を出す意図で、「映画（A film）」のことを「drama（ドラマ）」あるいは「epic（叙事詩）」と言うこと。